# Chesneya parviflora
Chesneya parviflora är en ärtväxtart som beskrevs av Hippolyte François Jaubert och Édouard Spach. Chesneya parviflora ingår i släktet Chesneya och familjen ärtväxter. Inga underarter finns listade i Catalogue of Life.